# Барятинский район
Барятинский район — административно-территориальная единица (район) и муниципальное образование (муниципальный район) в Калужской области России.
Административный центр — село Барятино.

## География
Площадь — 1110,3 км².
Более двух третей района расположены на Сухиничской равнине. На севере выступают отдельные высоты Спас-Деменской гряды, и здесь же находится высшая точка рельефа области на высоте 279 метров — так называемая Зайцева Гора.
Основные реки — Неручь (приток Болвы), Ужать, Ворона, Дегна.

## История
Район был образован 1 октября 1929 года в составе Сухиничского округа Западной области.
27 сентября 1937 года Западная область была упразднена, и Барятинский район вошёл в состав вновь образованной Смоленской области.
5 июля 1944 года Барятинский район передан в состав новообразованной Калужской области.
В 1962 году был присоединён к Спас-Деменскому району, но через 3 года возвращён, как Барятинский.

## Население
| 1931   | 1939    | 1959    | 1970    | 1979    | 1989  | 2002  | 2009  | 2010  |
| ------ | ------- | ------- | ------- | ------- | ----- | ----- | ----- | ----- |
| 52 892 | ↘37 189 | ↘19 190 | ↘15 132 | ↘10 743 | ↘8097 | ↘6614 | ↘5307 | ↗6340 |
| 2011   | 2012    | 2013    | 2014    | 2015    | 2016  | 2017  | 2018  | 2019  |
| ↗6346  | ↘6249   | ↘6179   | ↘6096   | ↘6041   | ↗6055 | ↗6101 | ↘6032 | ↘5946 |
| 2020   | 2021    |         |         |         |       |       |       |       |
| ↗6016  | ↘5383   |         |         |         |       |       |       |       |

### Национальный состав
По итогам переписи населения 2020 года проживали следующие национальности (национальности менее 0,1 % и другое, см. в сноске к строке «Другие»):
| Национальность | Численность, чел. | Доля     |
| -------------- | ----------------- | -------- |
| Русские        | 4755              | 88,33 %  |
| Таджики        | 219               | 4,07 %   |
| Армяне         | 72                | 1,34 %   |
| Чеченцы        | 36                | 0,67 %   |
| Узбеки         | 29                | 0,54 %   |
| Азербайджанцы  | 26                | 0,48 %   |
| Грузины        | 20                | 0,37 %   |
| Молдаване      | 20                | 0,37 %   |
| Украинцы       | 18                | 0,33 %   |
| Татары         | 11                | 0,20 %   |
| Белорусы       | 7                 | 0,13 %   |
| Лезгины        | 7                 | 0,13 %   |
| Цыгане         | 6                 | 0,11 %   |
| Другие         | 157               | 2,93 %   |
| Итого          | 5383              | 100,00 % |

## Административное деление
Барятинский район как административно-территориальная единица включает 5 административно-территориальных единиц: 2 села и 3 деревни, как муниципальное образование со статусом муниципального района — 5 муниципальных образований со статусом сельских поселений.
| № | Сельское поселение        | Административный центр    | Количество населённых пунктов | Население | Площадь, км2 |
| - | ------------------------- | ------------------------- | ----------------------------- | --------- | ------------ |
| 1 | Деревня Асмолово          | деревня Асмолово          | 36                            | ↘829      | 322,52       |
| 2 | Деревня Бахмутово         | деревня Бахмутово         | 26                            | ↘634      | 287,06       |
| 3 | Деревня Крисаново-Пятница | деревня Крисаново-Пятница | 17                            | ↘394      | 242,04       |
| 4 | Село Барятино             | село Барятино             | 6                             | ↘2780     | 75,86        |
| 5 | Село Сильковичи           | село Сильковичи           | 21                            | ↘746      | 182,84       |

В 2013 году были упразднены следующие сельские поселения: «Село Милотичи» и «Посёлок Мирный» (включены в сельское поселение «Деревня Асмолово»); «Деревня Дегонка» и «Деревня Цветовка» (включены в сельское поселение «Деревня Бахмутово»); «Деревня Добрая» и «Деревня Плетни» (включены в сельское поселение «Деревня Крисаново-Пятница»); «Деревня Перенежье» и «Деревня Шершнево» (включены в сельское поселение «Село Сильковичи»).

## Населённые пункты
В Барятинском районе 103 населённых пункта.
| №   | Населённый пункт   | Тип                     | Население | Сельское поселение        |
| --- | ------------------ | ----------------------- | --------- | ------------------------- |
| 1   | Аннино             | деревня                 | ↘4        | Деревня Крисаново-Пятница |
| 2   | Аскерово           | деревня                 | ↘7        | Деревня Бахмутово         |
| 3   | Асмолово           | деревня                 | ↘176      | Деревня Асмолово          |
| 4   | Барнятино          | деревня                 | ↘29       | Деревня Асмолово          |
| 5   | Барятино           | село                    | ↗2748     | Село Барятино             |
| 6   | Бахмутово          | деревня                 | ↘254      | Деревня Бахмутово         |
| 7   | Белозерские Зеваки | деревня                 | ↘8        | Деревня Асмолово          |
| 8   | Бельная            | деревня                 | ↘11       | Село Сильковичи           |
| 9   | Бельская           | деревня                 | ↘2        | Деревня Бахмутово         |
| 10  | Борец              | деревня                 | ↘31       | Деревня Бахмутово         |
| 11  | Борец              | железнодорожная станция | ↘2        | Деревня Бахмутово         |
| 12  | Бряново            | деревня                 | ↘1        | Деревня Крисаново-Пятница |
| 13  | Бутырки            | деревня                 | ↘0        | Деревня Крисаново-Пятница |
| 14  | Быково             | деревня                 | ↘1        | Деревня Бахмутово         |
| 15  | Бычки              | деревня                 | ↗19       | Деревня Асмолово          |
| 16  | Восток             | село                    | ↘9        | Деревня Асмолово          |
| 17  | Высокая Гора       | деревня                 | ↘32       | Село Сильковичи           |
| 18  | Вяжички            | деревня                 | ↘2        | Деревня Асмолово          |
| 19  | Вяжная             | деревня                 | ↘1        | Деревня Крисаново-Пятница |
| 20  | Галичевка          | деревня                 | ↘0        | Деревня Асмолово          |
| 21  | Глазово            | деревня                 | ↘2        | Деревня Крисаново-Пятница |
| 22  | Голосиловка        | деревня                 | ↘0        | Деревня Асмолово          |
| 23  | Гончаровы Зеваки   | деревня                 | 5         | Деревня Асмолово          |
| 24  | Горелое            | деревня                 | ↘4        | Деревня Асмолово          |
| 25  | Гостижье           | деревня                 | ↘21       | Деревня Асмолово          |
| 26  | Дегонка            | деревня                 | ↘46       | Деревня Бахмутово         |
| 27  | Добрая             | деревня                 | ↘175      | Деревня Крисаново-Пятница |
| 28  | Егоровка           | деревня                 | ↘14       | Деревня Асмолово          |
| 29  | Езовня             | деревня                 | →0        | Село Барятино             |
| 30  | Елисеевка          | деревня                 | ↘4        | Деревня Бахмутово         |
| 31  | Жданово            | деревня                 | ↘26       | Деревня Асмолово          |
| 32  | Зайцева Гора       | деревня                 | ↘13       | Деревня Бахмутово         |
| 33  | Занозная           | железнодорожная станция | ↗75       | Деревня Бахмутово         |
| 34  | Заречье            | село                    | ↘0        | Деревня Асмолово          |
| 35  | Зубровка           | деревня                 | →3        | Деревня Бахмутово         |
| 36  | Казакеевка         | деревня                 | ↘65       | Деревня Бахмутово         |
| 37  | Каменка            | деревня                 | ↘0        | Деревня Бахмутово         |
| 38  | Каменка            | деревня                 | ↘31       | Деревня Асмолово          |
| 39  | Камкино            | деревня                 | ↘31       | Деревня Асмолово          |
| 40  | Киевский           | посёлок                 | ↗95       | Деревня Асмолово          |
| 41  | Конецполье         | село                    | ↘35       | Деревня Асмолово          |
| 42  | Костеевка          | деревня                 | ↘12       | Деревня Асмолово          |
| 43  | Коськово           | деревня                 | ↗14       | Село Сильковичи           |
| 44  | Кошелево           | деревня                 | →0        | Деревня Крисаново-Пятница |
| 45  | Красниково         | деревня                 | →0        | Село Сильковичи           |
| 46  | Красный Холм       | деревня                 | ↗178      | Село Барятино             |
| 47  | Крисаново-Пятница  | деревня                 | ↘113      | Деревня Крисаново-Пятница |
| 48  | Крутая             | деревня                 | ↗85       | Село Барятино             |
| 49  | Крюково            | деревня                 | ↗15       | Село Сильковичи           |
| 50  | Купчий             | посёлок                 | ↘0        | Деревня Асмолово          |
| 51  | Лощихино           | деревня                 | ↘0        | Деревня Бахмутово         |
| 52  | Мамоново           | деревня                 | ↗19       | Деревня Асмолово          |
| 53  | Марково            | деревня                 | ↘0        | Деревня Асмолово          |
| 54  | Марс               | село                    | ↗44       | Село Сильковичи           |
| 55  | Марьино            | деревня                 | ↘5        | Деревня Бахмутово         |
| 56  | Милотичи           | село                    | ↗44       | Деревня Асмолово          |
| 57  | Милятино           | село                    | ↘39       | Деревня Бахмутово         |
| 58  | Милятинский Завод  | железнодорожная станция | ↗14       | Деревня Бахмутово         |
| 59  | Мирный             | посёлок                 | →128      | Деревня Асмолово          |
| 60  | Митинка            | деревня                 | ↗30       | Село Сильковичи           |
| 61  | Мосур              | село                    | ↗58       | Деревня Крисаново-Пятница |
| 62  | Муравка            | деревня                 | →3        | Деревня Асмолово          |
| 63  | Неручь             | деревня                 | ↘7        | Деревня Крисаново-Пятница |
| 64  | Новая Слобода      | деревня                 | ↗4        | Село Сильковичи           |
| 65  | Новое Село         | село                    | ↘45       | Деревня Асмолово          |
| 66  | Новоселки          | деревня                 | ↘0        | Деревня Бахмутово         |
| 67  | Одринка            | деревня                 | ↘17       | Деревня Асмолово          |
| 68  | Орловка            | деревня                 | ↘0        | Деревня Бахмутово         |
| 69  | Отъезжее           | деревня                 | 107       | Деревня Асмолово          |
| 70  | Перенежье          | деревня                 | ↘153      | Село Сильковичи           |
| 71  | Плетни             | деревня                 | ↘53       | Деревня Крисаново-Пятница |
| 72  | Плота              | деревня                 | ↘7        | Деревня Асмолово          |
| 73  | Подлосинка         | деревня                 | ↘3        | Деревня Асмолово          |
| 74  | Поздняково         | деревня                 | ↘45       | Село Сильковичи           |
| 75  | Полом              | деревня                 | ↘28       | Село Барятино             |
| 76  | Приют              | деревня                 | ↘14       | Деревня Бахмутово         |
| 77  | Разиньково         | деревня                 | ↘28       | Деревня Крисаново-Пятница |
| 78  | Ракитня            | деревня                 | ↗38       | Село Барятино             |
| 79  | Риги               | село                    | ↗7        | Село Сильковичи           |
| 80  | Салово             | деревня                 | ↗48       | Село Сильковичи           |
| 81  | Сельцо             | деревня                 | ↘6        | Село Сильковичи           |
| 82  | Серп               | село                    | ↘4        | Село Сильковичи           |
| 83  | Сильковичи         | село                    | ↗62       | Село Сильковичи           |
| 84  | Сининка            | деревня                 | →4        | Деревня Бахмутово         |
| 85  | Софиевский         | хутор                   | ↘13       | Деревня Асмолово          |
| 86  | Спасское           | деревня                 | ↗27       | Деревня Асмолово          |
| 87  | Старая Слобода     | деревня                 | ↘5        | Село Сильковичи           |
| 88  | Старое Шопотово    | деревня                 | ↘2        | Деревня Бахмутово         |
| 89  | Студеное           | деревня                 | ↗132      | Село Сильковичи           |
| 90  | Сутоки             | деревня                 | ↘14       | Деревня Асмолово          |
| 91  | Труфаново          | деревня                 | ↘19       | Деревня Асмолово          |
| 92  | Устиново           | деревня                 | ↘6        | Деревня Крисаново-Пятница |
| 93  | Устка              | деревня                 | ↘1        | Деревня Асмолово          |
| 94  | Филино             | деревня                 | ↘10       | Деревня Асмолово          |
| 95  | Филиппково         | деревня                 | ↗85       | Село Сильковичи           |
| 96  | Харинка            | деревня                 | ↘17       | Деревня Бахмутово         |
| 97  | Хизна              | деревня                 | ↗46       | Деревня Крисаново-Пятница |
| 98  | Цветовка           | деревня                 | ↘158      | Деревня Бахмутово         |
| 99  | Чумазово           | деревня                 | ↗83       | Село Сильковичи           |
| 100 | Шемелинки          | деревня                 | ↘132      | Село Сильковичи           |
| 101 | Шершнево           | деревня                 | ↗113      | Село Сильковичи           |
| 102 | Шишкино            | деревня                 | ↗14       | Деревня Крисаново-Пятница |
| 103 | Яковлевская        | деревня                 | →0        | Деревня Бахмутово         |

В 2004 году статус «посёлок» населённых пунктов Восток, Заречье, Киевский, Купчий, Марс, Мирный, Риги и Серп изменён на статус «село».
В 2008 году статус «село» населённых пунктов Киевский, Купчий и Мирный изменён на статус «посёлок».
Деревня Марино переименована в Марьино.
Упразднённые населённые пункты:
- 2001 год — деревни Мамоновские Зеваки Краснохолмского сельсовета и Аксинькино, Котово, Тоболь Мосурского сельсовета[30]

## Транспорт
Через район проходят Варшавское шоссе А101, железные дороги.
Прямое автобусное сообщение с Калугой, Москвой, соседними райцентрами Калужской области.

## Культура
Районный Дом культуры. Центральная районная библиотека, Детская музыкальная школа, сельские дома культуры, дома досуга и библиотеки, физкультурно-оздоровительный комплекс "Олимп".

## Достопримечательности
Универсальная база отдыха «Устиново». Мемориальный комплекс «Зайцева Гора» Архивная копия от 18 апреля 2019 на Wayback Machine. Универсальная база отдыха на берегу реликтового озера Бездон глубиной до 72 метров. Милятинское водохранилище с обилием разнообразной прудовой рыбы. Старинные парки и скверы в сёлах и деревнях: Сильковичи, Милотичи, Конецполье, Мосур, Чумазово.